# Stipa zalesskyi
Stipa zalesskyi Wilensky és una espècie de planta poàcia pròpia de les estepes desèrtiques del Kazakhstan on pot ser l'espècie dominant de la comunitat vegetal.